# Lakovič
Lakovič je priimek več znanih ljudi:

## Znani slovenski nosilci priimka
- Branko Lakovič (*1947), košarkar, športni urednik
- Franci Lakovič (1930—2022), pesnik
- Jaka Lakovič (*1978), košarkar
- Mare Lakovič (*1962), popotnik, fotograf, publicist, aktivist
- Radislav (Rado) Lakovič (1913—?), zbrovodja
- Vladimir Lakovič (1921—1997), slikar in ilustrator

## Znani tuji nosilci priimka
- Saša Lakovič (*1971), srbski hokejist